# Pietro Pernice
Pietro Pernice (Scordia, 13 maart 1904 - Canicattini Bagni, 6 februari 1983) was een Italiaans componist, muziekpedagoog, dirigent en klarinettist. Hij was de oudere broer van Giuseppe (Pippo) Pernice, eveneens een componist en muzikant. Omdat Giuseppe de manuscripten van zijn composities ook met P. Pernice (voor Pippo Pernice) signeert heeft, ontstond later grote verwarring. Zo is de in Zuid-Italië, vooral in Sicilië ook tegenwoordig nog zeer bekende treurmars A' Catanisa lange tijd als een werk van Pietro Pernice aangezien worden, maar de auteur was zijn broer Giuseppe Pernice, die al op 33-jarige leeftijd overleed. 

## Levensloop
Pernice was uitgerust met een bijzonder talent voor muziek. Hij behaalde de diploma's voor muziektheorie, componeren en klarinet. In 1926 solliciteerde hij als klarinettist in het Orchestra Sinfonica dell'EIAR (Ente Italiano per le Audizioni Radiofoniche) (symfonieorkest van de Ente Italiano per le Audizioni Radiofoniche (EIAR), de voorganger van de openbare Italiaanse omroep Radiotelevisione Italiana (RAI)). Met dit orkest beleefde hij een drukke concertagenda en vele reizen. Tijdens een lange reis naar Argentinië en Brazilië was hij ingehuurd als soloklarinettist in het Symfonisch Orkest van Rio de Janeiro. Hij bleef daar meerdere jaren en werd voor een korte periode directeur van het operaorkest in die stad.
In 1933 kwam hij naar Italië terug en vestigde zich in Syracuse, waar hij klarinettist en adjunct-directeur werd van de plaatselijke "Banda musicale" (harmonieorkest). Na de Tweede Wereldoorlog verhuisde hij naar Canicattini Bagni en werd dirigent van het stedelijke harmonieorkest (Corpo Bandistico Municipale Citta di Canicattini Bagni) en directeur van de muziekschool, een functie die hij bekleedde tot zijn dood op 6 februari 1983.
Als componist was hij bijzonder productief, vooral in het componeren van originele werken voor banda's (harmonieorkesten). Hij kreeg talrijke prijzen en onderscheidingen. De meeste manuscripten van zijn oeuvre liggen in een "fonds" van de bibliotheek in Canicattini Bagni.
In Canicattini Bagni wordt regelmatig een compositiewedstrijd voor werken voor harmonieorkest gehouden, die de naam draagt: Concurso di composizione originale per Banda "Pietro Pernice", ook in Syracuse vindt een Concorso Internazionale di Composizione Originale per Banda “Pietro Pernice” di Siracusa plaats. 

## Composities

### Werken voor harmonieorkest
- Alba radiosa, mars (won een gouden medaille bij een nationale compositie-competitie)
- A mio fratello
- Inno a san Rocco  (opgedragen aan Antonio Colomba)
- Omaggio a Canicattini
- Riconoscenza
- Rose rosse, mars (won een gouden medaille bij een nationale compositie-competitie)
- Ultimo addio, treurmars
- Tantum ergo